# 横浦关
横浦关，後稱梅關又稱台關或紅梅關，嶺南第一關在廣東南雄縣西北，在今大庾嶺上
橫浦關和陽山關、湟溪關是秦漢時期嶺南與嶺北交通線上著名的三大關隘。橫浦關在漢後被毀棄，相當長的一段時期內沒有文字記載，沒有發現遺址。
秦橫浦關既爲控大庾嶺要扼的險關，無論從北和從南考慮，其軍事地位都非常重要，其地理位置不同于以後的梅關，但與梅關都起到了同樣作用。

## 歷史
《史記南越傳》記載前208年，代行南海郡尉趙佗在任囂病亡做的第一件事，便是斷決嶺南和中原溝通的要道三關道，並且稱中原的起義軍隊進犯。(趙陀行南海尉事，移檄告橫浦關曰，盜兵且至，急絕道聚兵自守。)
橫浦關、陽山關、湟溪關，當年秦軍修築在五嶺山脈險要處的關口，正好卡死了從中原進入嶺南的通道。三個關口在地理布局上形成了一個軍事大三角，可以互相支援，大三角的支點，正是連江下遊的湟溪關。湟溪關正好處在西江和連江彙合的地方，它設置的用意非常明顯，那就是爲了支援上遊的橫浦關和陽山關，如果上遊的關口一旦被突破，湟溪關還可以作爲第二道防線。